# Derek Morris
Derek Morris (né le 24 août 1978 à Edmonton, dans la province de l'Alberta au Canada) est un joueur professionnel canadien de hockey sur glace. Il évolue au poste de défenseur.

## Biographie

### Carrière en club
Derek Morris est repêché lors du repêchage de la Ligue nationale de hockey de 1996 en 13e position par les Flames de Calgary.
Lors de sa deuxième saison en Ligue de hockey de l'Ouest avec les Pats de Regina, il marque 75 points en 68 matchs. Il joue ensuite 82 matchs avec Calgary dès la saison 1997-1998 ; à 19 ans, il réalise une première saison de 29 points.
Il joue pour les Flames de Calgary jusqu'à l'issue de la saison 2001-2002 de la LNH où il est échangé en compagnie de Dean McAmmond et Jeff Shantz à l'Avalanche du Colorado en retour de Chris Drury et Stéphane Yelle. Il ne reste que deux saisons avec l'Avalanche mais améliore son record de buts (11), d'assistances (37) et donc de points (48) en une saison.
Le 8 mars 2004, Derek Morris est échangé avec Keith Ballard aux Coyotes de Phoenix contre Ossi Vaananen et un choix de deuxième tour du repêchage d'entrée dans la LNH de 2005, qui s'avérera être Paul Stastny.
Le 4 mars 2008, il est échangé aux Rangers de New York en échange de Nigel Dawes, Petr Prucha et Dmitri Kalinine.
Il signe en tant qu'agent libre en faveur des Bruins de Boston à l'orée de la saison 2009-2010 de la LNH. À la fin de cette même saison, il est de nouveau échangé aux Coyotes de Phoenix contre un choix de 3e tour conditionnel du repêchage 2011.

### Carrière internationale
Il représente le Canada au niveau international.

## Statistiques
| Saison     | Équipe                | Ligue      |       | Saison régulière | Saison régulière | Saison régulière | Saison régulière | Saison régulière |   | Séries éliminatoires | Séries éliminatoires | Séries éliminatoires | Séries éliminatoires | Séries éliminatoires |
| Saison     | Équipe                | Ligue      | PJ    | B                | A                | Pts              | Pun              | PJ               | B | A                    | Pts                  | Pun                  |                      |                      |
| 1995-1996  | Pats de Regina        | LHOu       | 67    | 8                | 44               | 52               | 70               | 11               | 1 | 7                    | 8                    | 26                   |                      |                      |
| 1996-1997  | Pats de Regina        | LHOu       | 67    | 18               | 57               | 75               | 180              | 5                | 0 | 3                    | 3                    | 9                    |                      |                      |
| 1996-1997  | Flames de Saint-Jean  | LAH        | 7     | 0                | 3                | 3                | 7                | 5                | 0 | 3                    | 3                    | 7                    |                      |                      |
| 1997-1998  | Flames de Calgary     | LNH        | 82    | 9                | 20               | 29               | 88               | -                | - | -                    | -                    | -                    |                      |                      |
| 1998-1999  | Flames de Calgary     | LNH        | 71    | 7                | 27               | 34               | 73               | -                | - | -                    | -                    | -                    |                      |                      |
| 1999-2000  | Flames de Calgary     | LNH        | 78    | 9                | 29               | 38               | 80               | -                | - | -                    | -                    | -                    |                      |                      |
| 2000-2001  | Flames de Calgary     | LNH        | 51    | 5                | 23               | 28               | 56               | -                | - | -                    | -                    | -                    |                      |                      |
| 2000-2001  | Flames de Saint-Jean  | LAH        | 3     | 1                | 2                | 3                | 2                | -                | - | -                    | -                    | -                    |                      |                      |
| 2001-2002  | Flames de Calgary     | LNH        | 61    | 4                | 30               | 34               | 88               | -                | - | -                    | -                    | -                    |                      |                      |
| 2002-2003  | Avalanche du Colorado | LNH        | 75    | 11               | 37               | 48               | 68               | 7                | 0 | 3                    | 3                    | 6                    |                      |                      |
| 2003-2004  | Avalanche du Colorado | LNH        | 69    | 6                | 22               | 28               | 47               | -                | - | -                    | -                    | -                    |                      |                      |
| 2003-2004  | Coyotes de Phoenix    | LNH        | 14    | 0                | 4                | 4                | 2                | -                | - | -                    | -                    | -                    |                      |                      |
| 2005-2006  | Coyotes de Phoenix    | LNH        | 53    | 6                | 21               | 27               | 54               | -                | - | -                    | -                    | -                    |                      |                      |
| 2006-2007  | Coyotes de Phoenix    | LNH        | 82    | 6                | 19               | 25               | 115              | -                | - | -                    | -                    | -                    |                      |                      |
| 2007-2008  | Coyotes de Phoenix    | LNH        | 82    | 8                | 17               | 25               | 83               | -                | - | -                    | -                    | -                    |                      |                      |
| 2008-2009  | Coyotes de Phoenix    | LNH        | 57    | 5                | 7                | 12               | 24               | -                | - | -                    | -                    | -                    |                      |                      |
| 2008-2009  | Rangers de New York   | LNH        | 18    | 0                | 8                | 8                | 16               | 7                | 0 | 2                    | 2                    | 0                    |                      |                      |
| 2009-2010  | Bruins de Boston      | LNH        | 58    | 3                | 22               | 25               | 26               | -                | - | -                    | -                    | -                    |                      |                      |
| 2009-2010  | Coyotes de Phoenix    | LNH        | 18    | 1                | 3                | 4                | 11               | 7                | 1 | 3                    | 4                    | 11                   |                      |                      |
| 2010-2011  | Coyotes de Phoenix    | LNH        | 77    | 5                | 11               | 16               | 58               | -                | - | -                    | -                    | -                    |                      |                      |
| 2011-2012  | Coyotes de Phoenix    | LNH        | 59    | 2                | 9                | 11               | 38               | 16               | 2 | 4                    | 6                    | 24                   |                      |                      |
| 2012-2013  | Coyotes de Phoenix    | LNH        | 39    | 0                | 11               | 11               | 36               | -                | - | -                    | -                    | -                    |                      |                      |
| 2013-2014  | Coyotes de Phoenix    | LNH        | 63    | 5                | 12               | 17               | 41               | -                | - | -                    | -                    | -                    |                      |                      |
| Totaux LNH | Totaux LNH            | Totaux LNH | 1 107 | 92               | 332              | 424              | 1 004            | 37               | 3 | 12                   | 15                   | 41                   |                      |                      |